# Svarvtjärnen (Rogsta socken, Hälsingland, vid Håckstaviken)
Svarvtjärnen är en sjö i Hudiksvalls kommun i Hälsingland och ingår i Harmångersån-Delångersåns kustområde. Namnet kommer från ett dialektalt namn på fisken sarv.